# Q Project
Q Project (pravým jménem Jason Robert Greenhalgh) je drum and bassový producent hrající za label Hospital Records. Společně s Paulem Smithem aka. Spinbackem tvoří duet Total Science. Proslavil se především díky singlu "Champion Sound", jednomu z nejznámějších raveových anthemů 90. let.